# Хумберт I Савойски
Вижте пояснителната страница за други личности с името Хумберт Савойски.
Хумберт I Савойски, наречен също Хумберт Мориенски или Хумберт Белоръки (на френски: Humbert Ier de Savoie, dit « Humbert-aux-Blanches-Mains », « Humbert de Maurienne »; на италиански: Umberto I Biancamano di Savoia, detto anche dalle Bianche Mani; * ок. 970/975, замък Ермийон, дн. Франция; † 1 юли 1042/1048, пак там), e граф на Мориен и на Шабле от ок. 1000/1003 г. до смъртта си, основоположник на Хумбертините, познати по-късно като графове на Савоя, които са в основата на Савойската династия. Той притежава и правата върху графствата Салморан (1003), Савоя (1003), Нион (1018), Аоста (1024), Мориен (1038), и Виен.

## Прякор
Прякорът му Белоръки не идва от документи, близки до епохата, в която живее. По онова време в хартите и съвременните му хроники е наречен „Граф Хумберт“. Прякорът му в савойските летописи се появява доста след смъртта му – между XIV век или по-вероятно през XV век. Той се споменава за първи път в некролога на Абатство Откомб през 1342 г.
Все още днес се дискутира върху произхода на Белоръки, който изглежда малко хармоничен с добродетелите на воина, чийто представител е основателят на една хилядолетна династия. Хипотезата на някои историци е доста интересна. Според нея това донякъде абсурдно име му се приписва поради баналната грешка на преписвач на ръкописи, който изготвя документ: разсеяният писар вместо да напише правилно blancis moenibus (от „белите крепости“, което е позоваване на „заснежените планини“, т. е. Хумберт е този, който контролира стратегическото преминаване на големите алпийски долини на Савоя), изписва погрешно blancis manibus (с бели ръце). Така графът влиза в историята с качество, което вероятно не му принадлежи и който почти сигурно не би му се харесало. Според френския историк Андре Палуел-Гияр този атрибут може да бъде разбран и заради неговата добра политика, т.е. заради фискалната му политика на чисти ръце.

## Произход
И до днес предците на граф Хумберт са неизвестни, както и неговата дата на раждане. Историците обикновено предлагат дата след 970 г. Въпреки това поради важността на Хумберт от 1000 г. нататък историци от различни епохи се стремят да открият предците му, като понякога се опитват да го свържат с престижен аристократичен произход до степен да създадат официален мит. Изглежда, че съвременните историци чрез своите изследвания се отдалечават от старите тези, предлагайки някои нови посоки.

### Легенда
Различните савойски хроники от XV век се позовават на една от най-старите хроники за Савоя – тази на Жан д'Орвил с прякор „Кабаре“. Между 1400 и 1420 г., по заръка на граф/херцог Амадей VIII Савойски, който, подобно на други владетели от онова време, се стреми да изнамери известни свои предци, Кабаре пише „Хроника на Савойския дом“ (на фр. Chronique de la Maison de Savoie), която обхваща историята на династията от 954 до 1397 г. На него се дължи най-внушителната и романтична хипотеза за произхода на Хумберт I Белоръки: той е син на Беролд (Бертолд) Саксонски – племенник на Отон II Саксонски, т.е. прадядото на Хумберт I е император Ото I, а майка му е Катерина Ширенска или Баварска. Според древна традиция този Беролд е трябвало да напусне двора на Саксония и да бяга в Кралство Прованс, тъй като изненадва императрицата заедно с нейния любовник и ги убива и двамата, за да отмъсти за поруганата чест на чичо си императора. Той служи на краля на Арл, докато не става негов генерал-капитан. Победител срещу Пиемонт, впоследствие става регент след смъртта на краля. Императорът му прощава и дава Мориен на сина му Хумберт. Този герой в народната фантазия олицетворява бродещия рицар, неопетнен и безстрашен, поправящ грешките, защитник на смирените и враг на узурпаторите. Също така според традицията той е в челните редици на испанските войни срещу маврите. Следователно неговият син Хумберт I и неговите наследници имат задачата да създадат господарство, което постепенно се разширява значително. 
По този начин Кабаре дава на граф Амадей VIII Савойски престижна обосновка за произхода на Савоя. Този произход дава възможност да се докаже техният саксонски произход подобно на императорския дом на Отоните, и следователно правото им да носят като принцове на Свещената Римска империя императорската корона.

### Исторически тези от XIX и XX век
Пиемонтските историци се опитват да докажат произхода на Хумберт от Иврейската династия.
Френският историк Жорж дьо Мантейе (1899) счита, че той идва от Бургундия, както поради териториална близост, така и поради съюзите, наблюдавани между Хугонидите, Графовете на Прованс и Хумбертините. Тази насока се открива и в работата на френския медиевист Морис Шом (1947).
Швейцарецът Фредерик Шарл Жан Женген дьо ла Сара (1865) в мемоарите, посветени на произхода на Савойския дом, изтъква хипотезата за близост с Бозонидите, потомци на Бозон Стари.
Максим Реймон (1919), архивист от Во, предлага за предци на Хумберт Вермандоазите от епархията на Беле.
Английският медиевист Чарлз Уилям Превите-Ортън (1912) обобщава предишната работа и се пита относно възможността за появата на местно семейство Савоя-Беле с баща Амадей дьо Беле, син на някой си Хумберт (* ок. 927, † 976) – граф на Беле. Това потекло може да намери известен отзвук в първото име, рядко срещано за периода и региона, носено от сина на граф Хумберт – Амадей I. Според това родословие Хумберт дьо Беле е син на Карл Константин – граф на Виен.

### Съвременни хипотези
Според френските историци Лоран Рипар (1999) – преподавател в Савойския университет и Сирил Дюкуртиал (2008) Хумберт се споменава в около двадесет до шестдесет акта от около 1000 г. Според двамата историци той би могъл да произхожда от Графство Виен. Той заедно с брат му Бурхард и епископа на Беле Отон, който най-вероятно също е негов по-голям брат, притежават земя и права в южната част на Епископия Беле. Към днешна дата обаче в нито един акт не се споменава името на бащата или на някого от неговите предци.
Медиевистът Франсоа Демоц (2003) прави хипотезата, че онова, което можем да наречем „Предхумбертини“, съответства на сбор от няколко семейства, идващи от Бургундия, заселили се в Графство Виен. Тези подходи от 2000 – 2010 г. си служат отчасти с хипотезите за бургундския произход на Хумберт на френския историк Жорж дьо Мантейе (1899). Хипотезата за връзка между първите Савойци и Бозонидите все още присъства в актуалните изследвания. Използването на антропонима Humbert според френските историци Франсоа Демоц и Лоран Рипарт изглежда потвърждава тази връзка. Бернар Демоц подчертава за него, че правата на Хумбертините в Графства Беле и Савоя никога не са били оспорвани, което показва вероятно старо поселение, което обаче предстои да бъде уточнено.
Двата най-стари известни акта, споменаващи граф Хумберт, датират от самото начало на XI век. Източник, взет от Хартите на катедралната църква в Гренобъл, известни като Cartulaires de saint Hugues, от 25 януари 1000 г., подписан в замъка Бочизел (castrum Bocizelo), съдържа подписите на следните три лица: Signum domni Oddoni, episcopi. Signum Buorchardi. Signum Uberti. Тези три лица, които са свързани като братя, са изброени както следва: Одон – епископ на Беле, който може да бъде най-големият брат, следван от по-малкия Бурхард и накрая от най-малкия Хумберт. Друг документ с дата 2 април 1003 г. от castrum Bocissello (същият като предишният?) споменава тримата братя, но в различен ред: Signum domni Hotdoni, episcopus. Signum Umberto, comiti, et uxori sua. Signum Borcardi. Междувременно Хумберт е станал граф.
Това семейство би могло да се счита за могъщо на регионално ниво, понеже близък техен роднина, вероятно сестра – Ирмингарда се омъжва през 1011 г. като втора съпруга за последния крал на Бургундия Рудолф III. Това семейно влияние е видимо в края X век, когато Одон е квалифициран от Тибо – архиепископ на Виен като quidam illustris stemmate, ecclesie Bellicensis onomate Odo presul. По този начин архиепископ Тибо загатва за това, че Хумбертините биха могли да имат знатен произход, без да предоставя доказателства за това.

## Управление като граф

### Първи споменавания
Хумберт е първата историческа личност от семейството, дефинирана като „граф“. Името му се появява за първи път в документ от 25 януари 1000 г. и по-късно в други документи от 1003, 1017, 1024 и 1036 г., но не е сигурно дали те се отнасят до него, тъй като името Хумберт е доста често срещано в Савойския дом. Вероятно през 1003 г. той управлява от името на краля на Бургундия Рудолф III 22 замъка в район на град Виен, съставляващи Графство Серморан:
- Първото споменаване на Хумберт е в документ № VIII на „Хартите на Свети Хюг“ на Катедралната църква в Гренобъл от 25 януари 1000 г.[27] Това е акт, подписан и от Хумберт относно обмена на стоки, чрез който Одон – епископ на Беле получава Прекариата на Трез и неговия пагус в Графство Беле от Тибо – архиепископ на Виен. Клауза уточнява, че епископът притежава тези земи и може да ги завещае на един от членовете на семейството си, включително и на братята си.[22]
- В документ № IX на гореспоменатите Харти от 2 април 1003 г. относно дарение на епископ Одон от Беле, където Хумберт е споменат като граф, който подписва заедно със съпругата си.[27]
- В документ № VIII на „Граф Умберто I (Белоръки) и крал Ардуин: изследвания и документи“ от 4 април 1003 г., свързани с дарение на земя, направено от епископ Одон от Беле, граф Хумберт подписва документа заедно със съпругата си.[28]
- В документ № 93 на Regum Burgundiae e stirpe rudolfina diplomata et acta от 6 юни 1009 г. относно дарение на краля на Арл Рудолф III Бургундски Хумберт се споменава като един от двата графа, присъстващи на дарението.[29]
- В документ № XLIV на Regesta comitum Sabaudiae от 1 април 1018 г., свързан с дарение на епископ Ратчис, Хумберт е споменат като свидетел.[30]
- В документ № IX на „Граф Хумберт I (Белоръки) и крал Ардуин: изследвания и документи“ от 8 април 1022 г. Хумберт заедно със синовете си Амадей и Бурхард, получава като дарение различни притежания в Графство Женева с изключение на тези, принадлежащи на кралица Ирмингарда от Мориен.[31]
- В документ № X на „Граф Умберто I (Белоръки) и крал Ардуин: изследвания и документи“ от 22 октомври 1030 г. Хумберт и съпругата му Ансилия подписват документ за дарение от сина им Амадей и снаха им Аделхайд.[32]

Хумберт се установява в замъка-форт Шарбониер, построен около средата на IX век, който доминира град Егбел – столицата на графството и защитава долината Мориен. Той се намира на стратегическо място в подножието на долината Ла Рошет и в днешните Савоа Пропр и От Савоа. Този феодален замък остава до средата на XIII век като обикновена резиденция на първите графове на Савоя.
Хумберт се намесва в различни въпроси в региона. През март 1018 г. представлява абата на Клюни при обмен между някой си Ратхериус и Абатство Роменмьотие. През 1022 г. е споменат като „Граф на Мориен" (френският историк Лоран Рипар настоява титлата да се чете като „граф в Мориен") в дарението на земите на Амбили в Графство Женева от страна на Ламбер – епископ на Лангре в замяна на правата върху църквата на Кюзи. Три години по-късно, на 19 октомври, той се намесва, за да одобри размяната между Бурхард – епископ на Аоста и негов син, и някой си Кателм.
Що се отнася до Савоя, Хумберт според „История на Савоя според оригиналните документи“ е представител на краля на Бургундия Рудолф III и на кралица Ирмингарда на тези територии. Според някои историци той е близък роднина на кралицата (някои историци дори твърдят, че тя му е сестра) и господството му в Мориен се потвърждава и от историка и медиевист Пол Фурние. Граф Хумберт господства в северната част на Виен преди 1025 г. с Графство Серморан (ок. 1003 г.). Тези две графства – Виен и Серморан са получени като зестра (1014 – 1016) от кралицата след брака ѝ с краля на Бургундия Рудолф III. Синът на Хумберт – Бурхард получава епископството на Аоста в резултат на този брак, между 1018 и 1022 г. Той полага клетва за тези различни графства на събора в Анс през 1025 г. Благодарение на брака си той получава права във Вале и в Шабле, като по-специално става мирянин абат на Териториалното абатство „Сен Морис д'Агон“ около 1032 г. Кралица Ирмингарда, след като основава Абатство Талоар през 1030 г., завещава земя нагоре по течението от езерото Анси, след като се посъветва с важни лица. Сред тях са архиепископът на Виен Лежер, архиепископът на Тарантез Аймон (?), епископите на Женева Фредерик и на Валанс Понс, както и граф Хумберт.

### Бургундско наследство
През 1025 г. новият крал на Германия Конрад II Саликус – съпруг на племенницата на Рудолф III Гизела Швабска окупира Базел, за да го принуди да потвърди наследяването му. Рудолф III се подчинява и през 1027 г. в Мутенц Конрад II получава кралските отличителни знаци – короната и скиптъра на Св. Маврикий и е официално признат за наследник на Рудолф III.
След смъртта на крал Рудолф III през 1032 г. кралица Ирмингарда се укрива при своя роднина граф Хумберт. Той става неин advocatus или поне, според Бернар Демоц, неин съветник. Кралицата го споменава като свой представител в документ № 2892 на „Колекция от харти на Абатство Клюни, том 4“.
В конфликта за наследяване на краля участват два лагера. Кралица Ирмингарда и граф Хумберт застават на страната на императора на Свещената Римска империя Конрад II – херцог на Франкония. По време на конфликта, който противопоставя императора на племенника му Ед II от Шампан, граф на Блоа, графът отговаря за командването на армия, която от Вале д'Аоста нахлува в земите, завладени от Ед II. Той се намесва по-специално в похода в Мориен (като маркграф) през 1033 г., за да покори бунтовническия епископ на Мориен, получил подкрепата на Ед II. С някои войски, които събира в Пиемонт, Хумберт организира дълга обсада на град Сен Жан дьо Мориен – резиденция на епископа, след което го щурмува и го срива със земята. Той марширува към град Женева, където на него се предава графът на Женева Геролд и архиепископът на Лион Бурхард – син на граф Хумберт. Победата е извоювана на следващата година: през 1034 г. Хумберт открито застава на страната на императора, позволявайки му да се срещне в Женева с войските, изпратени му от маркиз Бонифаций от Каноса и от архиепископа на Милано Ариберто да Интимиано. Така той допринася за окончателното поражение на Ед II и получава други земи от императора, който по този начин успява да бъде коронясан отново за крал на Арл (Бургундия) в Женева.
Император Конрад II присъединява епископията на Мориен към тази на Торино, а епископското седалище в Сен Жан дьо Мориен е забранено до 1061 г. В знак на благодарност за тази подкрепа императорът прави важно дарение на Хумберт и Ирмингарда. Хумберт е назначен за наместник, като получава титлата „Суверенен граф на Савоя“ според хартата на Абатство „Новалеза“ през 1036 г. Той получава около 1043 и 1046 г. Графство Мориен и става негов първи господар. Това първо преотстъпване се простира само до част от Мориен и до някои от малките ѝ долини, а навярно по едно и също време и в Тарантез, но източниците не позволяват да се посочи ясно. Във всеки случай известно време по-късно Хумберт носи титлите на граф на Тарантез, Вале д'Аоста, Бюже и Серморан (1038 г.), и притежава Шабле (след 1032 г.) В резултат на това Хумберт придобива огромно господство в подножието на Алпите, така че от този момент той е в състояние да упражнява пълен контрол над алпийските проходи, които през Средновековието свързват Северна с Южна Европа, по-специално проходите Мон Сени и Малък Сан Бернар. Търговци и поклонници, които искат да прекосят Алпите, за да влязат в Паданската низина, могат да го направят само със съгласието му. Контролът на тези кръстовища означава контрол на трафика, а богатството може да се натрупа чрез налагане на пътни такси, управление на ханове и предлагане на услуги на пътниците. Това води до огромни предимства в полза на район, лишен от плодове и икономически ресурси. Но възможността да се блокират тези пресичания с военни бариери и следователно да се благоприятства преминаването само на армии, желаещи да предоставят услуги и феодални владения, представлява истинската сила на савойците, които успяват да установят оригинална „държава на транзит“ и да играят безмилостно всички дипломатически възможности, които това притежание гарантира.
Преди 1037 г. Хумберт и синът му Амадей присъстват на основаването на приората на Бюрбанш в Бюже, както се потвърждава от документ на стр. 27 на раздел „Документи“ от книгата „Документи, печати и монети, принадлежащи на историята на Савойската монархия“ на историка и нумизмата Луиджи Чибрарио.
След смъртта на Конрад II през 1039 г. феодалите на Кралство Арл, особено графовете на Бургундия и Женева, се разбунтуват срещу новия крал на Германия и бъдещ император Хайнрих III Черния; само графът на Мориен Хумберт Белоръки остава винаги верен на Хайнрих III.
През 1040 г. Хумберт прави дарение на канониците на църквите Сант Орсо и Сан Джовани в Аоста с одобрението на синовете му Амадей, Бурхард, Аймон и Ото, и на племенника му Петър.
През 1042 г. прави две дарения за абатство Сен Шафр: едно през януари и едно през юни; той също така прави дарение и на църквата „Сен Лоран“ в Гренобъл.
През 1046 г. е ред на дарение за канониците на катедралата на Сен Жан дьо Мориен и Хумберт се подписва като Domni Huberti comitis в документ № 212 на „Харта на Абатството на Сен Андре льо Ба на Виен“ (най-вероятно синът му).
Властта на графа продължава да се разширява и с неговите синове. Вторият му син Бурхрад става протосингел на митрополията на Аоста (1025 – 1032), преди да стане архиепископ на Лион (1033 – 1034), а най-накрая става приор на Абатство „Сен Морис д'Агон“. Аймон Савойски – четвъртият му син получава епископията на Сион и титлата „Абат на Сен Морис д'Агон“. Ото (Одон) се жени за Аделхайд – дъщеря на Оделрик Манфред II – маркграф на Торино и потомък на Ардуините, и наследява титлите „Маркграф на Суза и Граф на Торино“.

## Смърт и погребение
Датата на смъртта на графа е несигурна. Според легендата, създадена от „Хрониките на Дом Савоя“ от Кабаре, той умира през 1048 г. Некрологът на Абатство „Талуар“ дава като дата на смъртта 1 юли. Последните изследвания обаче изчисляват смъртта на графа преди тази дата, като френският историк Лоран Рипар предлага 1042 г. Според традицията той умира в Шато д'Ермийон (т. нар. „Кула на замъка“ срещу Сен Жан дьо Мориен, днешна Франция). Според историографската традиция е погребан в катедралата „Сен Жан Батист“ в Сен Жан дьо Мориен. Кенотафът, видим през XXI век, датира от XVIII век. Твърдението на Жан Кабаре д'Орвил за мястото на погребението се основава на фалшива харта на катедралата. Според неотдавнашния подход на историка Лоран Рипар гробницата е по-скоро в Приората на Лез Ешел, който графът основава през 1042 г. Присъствието му в катедралата на Сен Жан дьо Мориен изглежда е объркване с неговия правнук Хумберт II. Този избор на Лез Ешел трябва да се разглежда като „маркиране с [тялото му] на политическото пространство, което [той] изгражда“, поставено на границата на неговото владение и това на неговия съсед от Дом Албон – графът на Гренобъл. Хумберт е наследен от сина си Амадей I.

## Брак и потомство
Хумберт се жени около 1000 г. за Аксиленда или Аксилия (Ансилия, Ансила, Ауксилия). Самоличността ѝ обаче е неизвестна и принадлежността ѝ към някой род е въпрос на дискусии. Освен това френските историци Шаболш дьо Важа и по-късно Франсоа Демоц твърдят, че поради дългия си живот граф Хумберт е могъл да има и втора съпруга. Според различните анализи Аксиленда би могла да е от едно от следните семейства:
- Анселмиди, които притежават земя във Вале и във Вале д'Аоста, най-вероятната хипотеза на скорошната работа на френските историци Лоран Рипар и Франсоа Демоц.[76] Особено след като Хумбертините са наследници на земите на този род. Става въпрос за Ансилия от Аоста, дъщеря на vir illustris Анселм – мирянин ректор на Абатство „Сен Морис д'Агон“ и на Алдиуда, както и сестра на Анселм, епископ на Аоста (според историците Превите-Ортън,[77] Гро,[78] Гишоне[79] и Барберо[80])
- Ленцбурги, родом от Ааргау (Ленцбургски замък). Ансилия от Ленцбург е дъщеря на Арнолд фон Шанис, церемониалмайстор от Бургундския дом[3]
- Нион, родом от Страна Во, където Ансилия е дъщеря на Анселм от Нион и Алдиуд според Жорж дьо Мантейе (1867 – 1948)[81]
- Солиняк, родом от Въле, при които първото име е характеристика. Тази хипотеза е издигната от каноника и медиевиста Морис Шом (1888 – 1946).[82][83]

Според Foundation for Medieval Genealogy произходът на Аксилия се извежда от факта, че нейният син Бурхард е описан от монаха хроникьор Раул Глабер като племенник на архиепископ Бурхард II от Лион, който е извънбрачен син на Конрад III – крал на Бургундия от любовницата му Алдиуда. Алдиуда е съпруга на Анселм, като тази двойка вероятно се родителите на Аксилия. Още един елемент е предложен от хартата от 12 юни 1052 г., според която синът на Хумберт – Аймон прави дарение на църквата в Сион с имоти, наследени от чичо му Оделрик (Одалрик, Улрих), също предполагаем син на Анселм и Алдиуда.
Съпругата му вероятно е починала след 22 октомври 1030 г., тъй като изглежда да присъства по време на дарение на сина ѝ Амадей за основаването на Приората на Бурже. Документът обаче изглежда е фалшификат според историка Пиер Дюпар.
Аксилия ражда от Хумберт I четири сина и вероятно една дъщеря:
- Амадей I Савойски, нар. Опашката (* ок. 1016, † 1051), 2-ри граф на Мориен; ок. 1030 ∞ за Аделхайд, от която има двама сина
- Бурхард Савойски (* ок. 1000, † 10 юни 1046), епископ на Аоста, архиепископ на Лион, приор на Абатство „Сен Морис д'Агон“
- Аймон Савойски († 1054), бенедиктински абат на Сен Морис д'Агон, епископ на Сион (1034 – 1054)
- Ото I Савойски (* ок. 1023, † 1060), маркграф на Италия (ок. 1045), 3-ти граф на Мориен, на Аоста и на Шабле (1051 – 1060); ∞ 1046 Аделхайд (Аделаида) (* 1016, Торино, Маркграфство Торино; † 19 декември 1091, Канискио, Савойско графство), маркграфиня на Торино и Суза, от която има трима сина и две дъщери
- Аделхайд/Аликс Савойска (* ок. 1025), ∞ за Гиг Стари (* 1000, † 1070), граф на Албон и на Грезиводан.[88] Така твърди френският историк Жорж дьо Мантейе (1925).

Свещеникът на Мориен Еспри Комбе в неговата Histoire chronologique des évêques de Maurienne (1633 – 1636) посочва без доказателства епископа на Мориен (ок. 1060) Brochard или Burchard като брат или син на Хумберт.

## Титли и притежания
Споменат като граф през 1003 г., но без допълнителна информация, Хумберт изглежда, че притежава правата върху Графство Савоя през 1003 г. (тази му титла е спомената за пръв път през 1143 г.), след това – Графство Беле, Графство Нион (Comitatus equestricus) през 1018 г., и накрая Графство Аоста (Comitatus Augustensis) през 1024 г. На тази последна територия поставянето на сина му начело на епископията позволява на семейството да се утвърди, което кара френският медиевист Лоран Рипар да каже, че той има „княжеска власт над Диоцез Аоста“.
Изглежда, че граф Хумберт поема контрола над Графство Виен, който ще нарече „Виенска Савоя“. По-късно, преди 1025 г., поема контрола и над Графство Серморан. Тези две графства принадлежат на кралица Ирмингарда след брака ѝ с крал Рудолф III. За да гарантира правата си върху тези различни територии (Аоста, Серморан и Виен), той, според историка Жорж дьо Мантейе, полага клетва за мир на Съвета на Анс през юни 1025 г., който се нарича „Мир от Виен“. Благодарение на брака си той получава права във Вале и в Шабле, като по-специално става мирянин абат на Териториалното абатство „Сен Морис д'Агон“ около 1032 г. Най-накрая изглежда, че има права в Горната долина Тарантез. През 1036 г. това установяване във Вале се увеличава с поставянето на сина му Аймон начело на Сионската епископия.

### Първични източници
- Cartulaire de l'abbaye de Saint-André-Le-Bas-de-Vienne1
- Saint-Chaffre, Chronicon Monasterii Sancti Petri Aniciensis
- Recueil des chartes de l'abbaye de Cluny. Tome 4
- Il conte Umberto I (Biancamano) e il re Ardoino : ricerche e documenti
- Regum Burgundiae e stirpe rudolfina diplomata et acta
- Cartulaires de l'église cathèdrale de Grenoble dits cartulaires de Saint-Hugues. Publiés par Jules Marion
- Regesta comitum Sabaudiae
- Documenti sigilli e monete appartenenti alla storia della monarchia di Savoia
- Rodolfo il Glabro, "Cronache dell'anno mille", Mondadori, 2005

### Историографска литература
- Réjane Brondy, Bernard Demotz, Jean-Pierre Leguay, Histoire de Savoie: La Savoie de l'an mil à la Réforme, xie au début du xvie siècle, Ouest France Université, 1984 (ISBN 2-85882-536-X)
- Bernard Demotz et François Loridon, 1 000 ans d'histoire de la Savoie: La Maurienne, vol. 2, Cléopas, 2008 (ISBN 978-2-9522459-7-5)
- Bernard Demotz, Le comté de Savoie du xie au xve siècle: Pouvoir, château et État au Moyen Âge, Genève, Slatkine, 2000 (ISBN 2-05-101676-3)
- Camille Renaux, Humbert Ier, dit aux Blanches-Mains, fondateur de l'État de Savoie, et le royaume de Bourgogne à son époque, 1000 – 1048, Carcassonne, Impr. de V. Bonnafous-Thomas, 1906, 85 p. (archive).
- Histoire de Savoie, d'après les documents originaux,... par Victor ... Flour de Saint-Genis. Tome 1
- C. W. Previté-Orton, Humbert I Whitehands, in The early history of the house of Savoy (1000 – 1233), Cambridge University Press, 1912. URL посетено на 10 окт. 2021 (арихивиран през 2007)
- Francesco Cognasso, Umberto Biancamano, Paravia, Torino, 1926
- Francesco Cognasso, I Savoia, Paravia, Torino, 1971
- Louis Halphen, "Il regno di Borgogna", cap. XXV, vol. II (L'espansione islamica e la nascita dell'Europa feudale) della Storia del Mondo Medievale, 1999, с. 807 – 821
- Edwin H. Holthouse, "L'imperatore Corrado II", cap. VI, vol. IV (La riforma della chiesa e la lotta fra papi e imperatori) della Storia del Mondo Medievale, 1999, с. 170 – 192
- Paul Fournier, "Il regno di Borgogna o d'Arles dal XI al XV secolo", cap. XI, vol. VII (L'autunno del medioevo e la nascita del mondo moderno) della Storia del Mondo Medievale, 1999, с. 383 – 410
- Louis Halphen, „Il regno di Borgogna“, cap. XXV, vol. II (L'espansione islamica e la nascita dell'Europa feudale) della Storia del Mondo Medievale, 1999, pp. 807 – 821.
- Edwin H. Holthouse, „L'imperatore Corrado II“, cap. VI, vol. IV (La riforma della chiesa e la lotta fra papi e imperatori) della Storia del Mondo Medievale, 1999, с. 170 – 192.
- Paul Fournier, „Il regno di Borgogna o d'Arles dal XI al XV secolo“, cap. XI, vol. VII (L'autunno del medioevo e la nascita del mondo moderno) della Storia del Mondo Medievale, 1999, pp. 383 – 410.
- Cinti, Decio, I Savoia dalle origini della dinastia ai nostri giorni. Cenni biografici e storici con numerose illustrazioni, Casa Editrice Sonzogno, Milano 1929.
- Maria José di Savoia, Le origini di Casa Savoia, Oscar Storia Mondadori, Milano 2001

### Други
- Umberto I Biancamano, в Dizionario di storia, Istituto dell'Enciclopedia Italiana, 2010
- COMTES de BELLEY - HUMBERT, на fmg.ac, Foundation for Medieval Genealogy
- COMTES de BELLEY - HUMBERT, на fmg.ac, Foundation for Medieval Genealogy
- COMTES de MAURIENNE - HUMBERT, на fmg.ac, Foundation for Medieval Genealogy
- The House of Savoy - Umberto "Biancomanno = of the White Hands", на genealogy.euweb.cz